# Johannes I. (Leitomischl)
Johannes von Leitomischl (auch: Johannes I.; tschechisch: Jan I. z Litomyšle; † 1353) war der erste Bischof von Leitomischl.

## Leben
Johannes war ein Prämonstratenser-Chorherr und kam 1328 aus dem Stift Seelau nach Klosterbruck bei Znaim, wo er zum Abt gewählt wurde. Nach der Errichtung des Bistums Leitomischl wurde er 1344 dessen erster Bischof. Die Bischofsweihe erfolgte am 21. November 1344 in Prag durch Erzbischof Ernst von Pardubitz.
Seine Amtszeit war durch die ungeklärten Eigentumsverhältnisse, die sich durch die teilweise Auflösung des Leitomischler Prämonstratenserstifts zugunsten des neu gegründeten Bistums ergaben, belastet. Im Auftrag von Papst Clemens VI. konnten die Rechtsverhältnisse zwischen dem Bischof, dem bisherigen Stift und dem Domkapitel 1347 durch den Breslauer Bischof Preczlaw von Pogarell geklärt und vereinbart werden. Im gleichen Jahr sicherte Kaiser Karl IV. dem Bistum die Freiheiten über die bischöflichen Besitzungen. Die schwierigen Verhandlungen mit den Bistümern Olmütz und Prag, die Gebiete aus ihrem Territorium an das Bistum Leitomischl abtreten mussten, konnten erst 1350 abgeschlossen werden.
Unter seiner Herrschaft wurde in Leitomischl mit dem Bau der Stadtmauer begonnen. Für die bischöflichen Städte Wildenschwert und Landskron wurde eine Stadtmauer geplant. Johannes starb in der ersten Hälfte des Jahres 1353. Er wurde in der ehemaligen Kirche der Prämonstratenserstifts, die nach der Bistumsgründung zur Kathedrale erhoben worden war, bestattet.